# Antistia maculipennis
Antistia maculipennis es una especie de mantis de la familia Tarachodidae.

## Distribución geográfica
Se encuentra en Botsuana, Tanzania, Namibia, y La  Provincia del Cabo y  Transvaal en (Sudáfrica).